# Nikki Haley

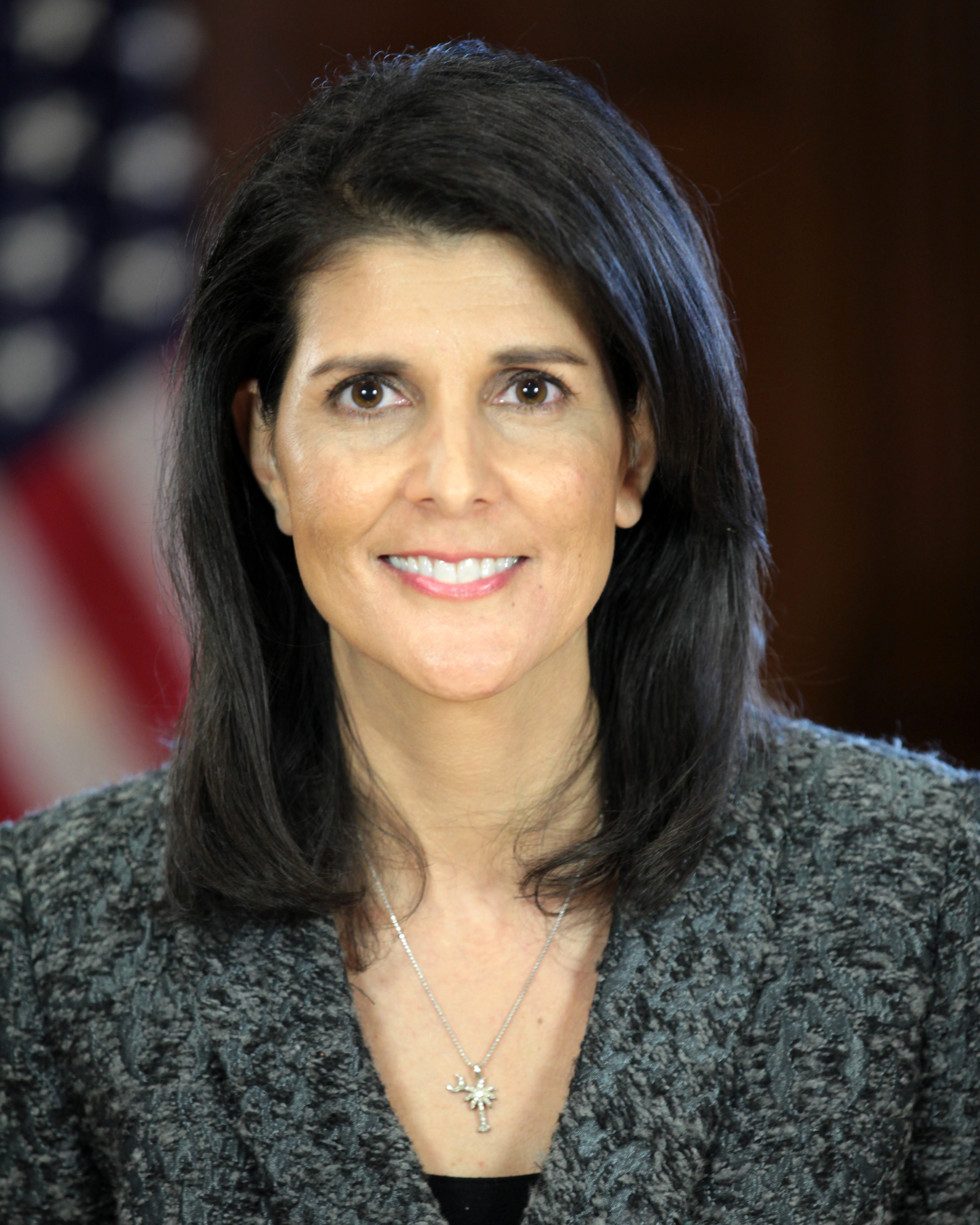
Nikki Haley (2016)

Nimrata „Nikki” Haley (născută Nimrata Randhawa; n. 20 ianuarie 1972, Bamberg⁠(d), Carolina de Sud, SUA) este  un politician american al Partidului Republican, care este cel de-al 29-lea ambasador al Statelor Unite ale Americii la Organizația Națiunilor Unite. În ziua de 9 octombrie 2018, într-o ceremonie oficială, desfășurată în Biroul Oval al Casei Albe, ambasadorul Haley and președintele Trump au anunțat retragerea oficială din funcție a ambasadorului Hailey, efectivă la data de 31 decembrie 2018.
Cariera legistrativă, administrativă și politică a lui Haley a fost într-un continuu crescendo. După La alegerile pentru funcția de guvernator 2010, ea a devenit prima femeie guvernator din Carolina de Sud;, având loc la 12 ianuarie 2011. Din ianuarie 2017 este, după numirea de către președintele american, Donald Trump, ca ambasador al Statelor Unite la Națiunile Unite.